# Хикс, Адам
Адам Пол Нильсон Хикс (англ.Adam Paul Neilson Hicks, род. 28 ноября 1992) — американский актёр, рэпер, певец и автор песен. Стал известен благодаря ролям Лютера в сериале канала Disney XD «Зик и Лютер», Уэнделла «Уэна» Гиффорда в фильме канала Disney «Лимонадный рот» и Короля Боза в сериале «Два Короля».

## Ранняя жизнь
Хикс родился в Лас-Вегасе, штат Невада в семье Люси и Рона Хикс. Когда Адаму было пять лет, он посмотрел фильм «Один дома», который произвел на мальчика очень сильное впечатление. Тогда он начал активно воплощать свою мечту. Мальчик участвовал в детских спектаклях, а в восемь лет начал сниматься в кино. В сериале «Титус: Правитель гаража» (2000—2002) он сыграл пятилетнего Дэйва. Следующую роль он получил в короткометражной комедии The Funkhousers (2002).

## Карьера

### Актёрская карьера
До того, как Адам получил свою первую главную роль в фильме «Как есть жареных червяков», он снимался в эпизодической роли в фильме «Небольшое привидение». В 2009 году он получил главную роль в сериале «Зик и Лютер». В 2011 году он снялся в фильме «Лимонадный рот». В 2012 году Адам получил главную роль в сериале «Два Короля»; он сыграл давно потерянного брата Брэди и Бумера. Также он сыграл второстепенную роль Ди Зи в Диснеевском сериале Jonas L.A..

### Музыкальная карьера
Хикс записал ремейк песни U Can’t Touch This американского рэпера MC Hammer вместе с Дэниелом Кертисом Ли, который также снимался в сериале «Зик и Лютер». Также Адам записал ещё несколько песен для фильмов и сериалов канала «Дисней».

## Фильмография
| Год       |    | Русское название           | Оригинальное название          | Роль                     |
| --------- | -- | -------------------------- | ------------------------------ | ------------------------ |
| 2000—2002 | с  | Титус: Правитель гаража    | Titus                          | пятилетний Дэйв          |
| 2002      | с  | Это было тогда             | That Was Then                  | мальчик в классе         |
| 2002      | тф | —                          | The Funkhousers                | Робби Фанкхаузер         |
| 2005      | ф  | Большие гонки              | Down and Derby                 | Брейди Дейвис            |
| 2005      | ф  | 12 рождественских собак    | The 12 Dogs of Christmas       | Майк Стивенс             |
| 2006      | ф  | Лохматый папа              | The Shaggy Dog                 | квотербек                |
| 2006      | ф  | Как есть жареных червяков  | How to Eat Fried Worms         | Джо                      |
| 2008      | в  | Небольшое привидение       | Mostly Ghostly                 | Колин Дойл               |
| 2009—2012 | с  | Зик и Лютер                | Zeke and Luther                | Лютер                    |
| 2010      | с  | Братья Джонас              | Jonas L.A.                     | Ди Зи                    |
| 2011      | тф | Лимонадный рот             | Lemonade Mouth                 | Уэнделл «Уэн» Гиффорд    |
| 2012      | с  | Саутленд                   | Southland                      | Майк                     |
| 2012—2013 | с  | Два короля                 | Pair of Kings                  | Король Боз               |
| 2013      | с  | C.S.I.: Место преступления | CSI: Crime Scene Investigation | Тайлер Бенкс             |
| 2015      | ф  | Поклонник                  | The Boy Next Door              | Джейсон Циммер           |
| 2015      | ф  |                            | —                              | Windsor / Клинт          |
| 2015      | с  | Восстание Техаса           | Texas Rising                   | Труэтт Финчам            |
| 2015      | ф  |                            | —                              | Up on the Wooftop / Тоби |
| 2016      | ф  | Маленькие дикари           | Little Savages                 | Билли                    |
| 2016—2017 | с  | Жуть                       | Freakish                       | Дизель Тёрнер            |
| 2018      | ф  | Переключить передачу       | Shifting Gears                 | Джереми Уильямсон        |